# Potitii
Les Potitii (en latin classique : Pǒtĩtǐi, -ōrum) sont les membres de la gens Potitia,,,, une gens patricienne, consacrée au culte d'Hercule, ainsi que les Pinarii, ou gens Pinaria.

## Histoire
Selon la tradition, une génération avant la guerre de Troie, Hercule serait venu en Italie, où il aurait été reçu par les Potitii et les Pinarii. Il leur aurait enseigné une forme de culte, et les aurait instruit dans les rites, par laquelle il a ensuite été honoré. Le sacerdoce de ce culte a été réalisé exclusivement par des membres de ces deux familles, comme un gentilicium sacrum, mais au bénéfice de l'ensemble des citoyens.
La position des Potitii dans le culte était traditionnellement supérieure à celle des Pinarii. Ces derniers étaient, en effet, exclus du repas lors duquel les entrailles de la victime sacrificielle étaient consommées, prétendument parce qu'ils étaient arrivés en retard pour le banquet sacrificiel donné par Hercule.
Les Potitii et les Pinarii détinrent la prêtrise d'Hercule pendant près de neuf cents ans, jusqu'à ce qu'Appius Claudius Caecus, lors de sa censure, en 312 av. J.-C., achetât les Potitii, par le paiement de 50 000 livres de cuivre, afin qu'ils instruisent les esclaves publics dans les rites sacrés. Cet acte d'impiété aurait été puni par Hercule : d'après la tradition rapportée par Tite-Live, la gens Potitia, alors composée de douze familiae ou branches et comptant jusqu'à trente mâles en âge de puberté, périt tout entière dans l'année. Claudius lui-même fut atteint ; quelques années après, il perdit entièrement la vue, ce qui serait à l'origine de son surnom.
La colère d'Hercule montre qu'il est sacrilège de modifier les règles existantes. « La tradition lie en quelque sorte les Potitii à leur culte : une fois celui-ci cédé à autrui, donc abandonné, la gens disparaît... Dans la mentalité romaine l'existence historique d'une gens et la permanence de ses cultes sont indissolublement liées ».

## Étymologie
L'étymologie de Potitii est discutée. Pour Jérôme Carcopino, il dériverait du grec ancien signifiant « dispenser la nourriture sacrée ». Pour Robert E.A. Palmer et Denis Van Berchem, il serait le participe passif de potire, régulier à l'époque archaïque, signifiant les « possédés ».

### Sources littéraires antiques
- [Virgile] Virgile, Énéide (BNF 12008287), p. VIII, 268-272.
- [Tite-Live] Tite-Live, Histoire romaine (BNF 12008346), p. I, 7, 8-15 ; IX, 29, 9-11 ; et IX, 34.
- [Denys d'Halicarnasse] Denys d'Halicarnasse, Antiquités romaines (BNF 12137510), p. I, 40, 1-5 ; et XVI, 6.
- [Macrobe] Macrobe, Saturnales (BNF 13181235), p. III, 6, 12-13.
- [Servius] Servius, Commentaire sur Virgile (BNF 12106873), p. VIII, 179, 268 et 269.
- Cicéron, Pro domo 52, 134.
- Cicéron, En Verrem Secundae, p. I, 50-58.
- [Valère Maxime] Valère Maxime, Faits et dits mémorables (BNF 12551704), p. I, 1, 17.
- [Festus] Festus, Signification des mots (BNF 13514409), s.v.Potitum.
- [Tacite] Tacite, Annales (BNF 12008242), p. XII, 24 ; et XV, 41.
- [Propoerce] Properce, Élégies (BNF 12185466), p. IV, 9, 67.
- [Ovide] Ovide, Fastes (BNF 12213123), p. I, 581.
- [Solin] Solin, Recueil de faits remarquables (BNF 16590331), 1.
- [Diodore de Sicile] Diodore de Sicile, Bibliothèque historique (BNF 12008253), p. IV, 21.
- (Pseudo-) Aurelius Victor, Origines du peuple romain (BNF 14518212), 8.
- (Pseudo-) Aurelius Victor, Hommes illustres de la ville de Rome (BNF 12237605), 34.

### Sources épigraphiques
- AE 1913, 13
- AE 1997, 678
- CIL II, 4970
- CIL VIII, 1381
- CIL XII, 3835
- CIL XIII, 1922
- CIL XIII, 2024
- CIL XV, 5457